# 1985 في المكسيك
فيما يلي قوائم الأحداث التي وقعت خلال عام 1985 في المكسيك.

## أحداث
- 19 سبتمبر – زلزال مدينة مكسيكو 1985

## مواليد

### أبريل
- 1 أبريل – غوستافو أيون لاعب كرة سلة مكسيكي.
- 8 أبريل – باولا نونيز
- 8 أبريل – دانيال غارزا لاعب كرة مضرب مكسيكي.

### مايو
- 4 مايو – بيدرو دانيال إسترادا ملاكم مكسيكي.

### يونيو
- 3 يونيو – أنطونيو إسكالانتي ملاكم مكسيكي.
- 6 يونيو – ألبرتو غارزا ملاكم مكسيكي.
- 15 يونيو – ألفارو جاونا ملاكم مكسيكي.

### يوليو
- 13 يوليو – غييرمو أوتشوا لاعب كرة قدم مكسيكي.
- 20 يوليو – ريكاردو دومينغيز ملاكم مكسيكي.
- 25 يوليو – ماريو ماسياس ملاكم مكسيكي.

### سبتمبر
- 11 سبتمبر – هوغو هيرنانديز ملاكم مكسيكي.
- 12 سبتمبر – دانيال كوتا ملاكم مكسيكي.
- 20 سبتمبر – سلفادور سانتشيس الثاني ملاكم مكسيكي.
- 20 سبتمبر – مويسيس فوينتيس ملاكم مكسيكي.
- 24 سبتمبر – فرانسيسكو فيلانويفا ملاكم مكسيكي.

### أكتوبر
- 13 أكتوبر – فيليب أوروكوتا
- 14 أكتوبر – شيرلين غونزاليس ممثلة مكسيكية.
- 29 أكتوبر – شيمينا سارينيانا

### نوفمبر
- 28 نوفمبر – أبنير ماريس ملاكم مكسيكي.

### ديسمبر
- 6 ديسمبر – دولسي ماريا
- 8 ديسمبر – روبرتو أورتيز ملاكم مكسيكي.

## وفيات

### مايو
- 7 مايو – لويس أرينال باستار (مواليد 1908) فنان مكسيكي.

### يوليو
- 18 يوليو – فيسنتي سالديفار (مواليد 1943) ملاكم مكسيكي.

### سبتمبر
- 9 سبتمبر – لويس باديلا نيرفو (مواليد 1894)